# Ritt in die Freiheit
Ritt in die Freiheit ist ein 1936 gedrehter deutscher Spielfilm von Karl Hartl. Der Film spielt in der Zeit des Novemberaufstandes 1830/31 in Polen. Die Hauptrollen spielen Willy Birgel als polnischer Rittmeister Graf Julek Staniewski, der sich zwischen seiner Liebe zur russischen Prinzessin Katerina (Ursula Grabley) und seiner Freundschaft zu Rittmeister Wolski (Viktor Staal) entscheiden muss.
Es handelt sich um einen Vorbehaltsfilm der Friedrich-Wilhelm-Murnau-Stiftung. Er gehört damit zum Bestand der Stiftung, ist nicht für den Vertrieb freigegeben, und darf nur mit Zustimmung und unter Bedingungen der Stiftung gezeigt werden.

## Handlung
Kongresspolen im Jahre 1831: Der russische Zar übt die Herrschaft über Polen aus. Die Bevölkerung wird seit einem gescheiterten Aufstand polnischer Truppen immer mehr unterdrückt. Das polnische Militär wird dem russischen Kommando unterstellt. Wegen einer abfälligen Bemerkung eines betrunkenen russischen Offiziers fordert der polnische Rittmeister Jan Wolski diesem zum Duell heraus. Als der Russe verfehlt, schießt ihm Wolski aus Ritterlichkeit nur in die Hand. Wolski und sein Freund, Rittmeister Staniewski, hoffen auf den Tag, an dem die Polen sich erneut zum Aufstand erheben werden.
Als sich Staniewski in Katerina, die Schwester des russischen Gouverneurs, verliebt und sie heiraten will, ist sein bester Freund Wolski besorgt, denn er weiß, sollte Staniewski seinen Plan wahr machen und um Katerinas Hand anhalten, wäre er für die polnische Sache verloren.
Während eines großen Balls, zu dem auch die polnischen Offiziere geladen sind, kommt es zum Eklat. Wolski erhält die Nachricht, dass ein polnischer Aufstand bevorstehe und er seine Männer zum Abmarsch bereithalten solle. Staniewski, der fest entschlossen ist, Katerina zu heiraten, entscheidet sich für seine Geliebte und damit gegen seine Kameraden und gegen sein Vaterland. Als es zum Angriff auf die russische Garnison kommt, ist auch Staniewski unter den Verteidigern. Er verliert sein Leben.

## Produktion
Der Film wurde von der Universum-Film AG Berlin unter der Herstellungs- und Produktionsleitung von Alfred Greven produziert und von der Afifa Berlin kopiert. Die Bauten stammen von Werner Schlichting und Kurt Herlth. Unterstützung erhielt die UFA vom polnischen Kriegsministerium, welches für die Außenaufnahmen fünf Uhlanenregimenter zur Verfügung stellte. Die Dreharbeiten fand von Mai bis September 1936 in der Umgebung von Ostrolenka (Polen) und auf dem Freigelände Neubabelsberg bei Potsdam statt. Der Film wurde am 14. Januar 1937 im UFA-Palast am Zoo in Anwesenheit des polnischen Botschafters in Deutschland Józef Lipski uraufgeführt.

## Filmmusik
Die Filmmusik stammt von Wolfgang Zeller. Ein Vergleich der Behandlung des Todesepos mit musikalischen Mitteln zeigt, anders als bei Zeller oft beobachtet, keine „Diffamierung“ einer Seite, vielmehr folgt auch die Musik dem dramatischen Kurs der Ebenbürtigkeit beider Seiten.

## Rezeption
Joseph Goebbels  bezeichnete den Film als „deutsch-polnische Produktion“ und „gut gemacht“.
Heute erfährt der Film wenig Beachtung. Marei Gerken sieht in dem Film ein letztes Beispiel für eine zunächst sympathisierende Haltung gegenüber Polen, bevor es ab 1937/38 zu einer Veränderung in der Darstellung Polens in den deutschen Medien kommt. Dem Film fehlt es an dem für Propagandafilme typischen Feindbild. Beide Seiten werden als fair und von aufrichtigen patriotischen Gefühlen geleitet dargestellt. Der Film diente eher als nationaler Erhebungsfilmen der NS-Zeit. Gleichwohl wurde er nach Ende des Zweiten Weltkrieges wegen der in ihm enthaltenen nationalsozialistischer Propaganda als Vorbehaltsfilm eingestuft. Seine öffentliche Aufführung ist seitdem nur eingeschränkt möglich. Heute beansprucht die Friedrich-Wilhelm-Murnau-Stiftung die Auswertungsrechte.